# Wiesmoor
Wiesmoor − miasto w Niemczech, w kraju związkowym Dolna Saksonia, w powiecie Aurich.
W mieście rozwinął się przemysł mleczarski.

## Dzielnice
- Auricher Wiesmoor II
- Hinrichsfehn
- Marcardsmoor
- Mullberg
- Voßbarg
- Wilhelmsfehn I
- Wilhelmsfehn II
- Wiesederfehn
- Zwischenbergen

Przez miasto przebiega droga krajowa B436.

## Współpraca zagraniczna
Miejscowość partnerska miasta to:
- Turek, Polska